# Индекс Биллетера
Индекс Биллетера (нем. Billeter J) — демографический индекс, который отражает возрастной состав населения. Индекс был предложен в 1954 году швейцарским демографом Эрнстом Биллетером.
Индекс характеризует соотношение доли населения моложе репродуктивного возраста (0-14 лет) и старше репродуктивного возраста (50 лет и старше) на 100 человек населения репродуктивного возраста (15-49 лет). Он рассчитывается как отношение разности числа лиц в возрасте 0-14 лет и 50 лет и старше к численности населения в возрасте 15-49 лет. Индекс принимает положительные значения, когда в общей численности населения доля детей больше, чем доля лиц старше 50 лет. И, наоборот, принимает отрицательные значения, когда доля лиц старше 50 лет больше, чем доля детей.
{\displaystyle J={\frac {P_{0-14}-P_{50+}}{P_{15-49}}}}